# Reddito pro capite

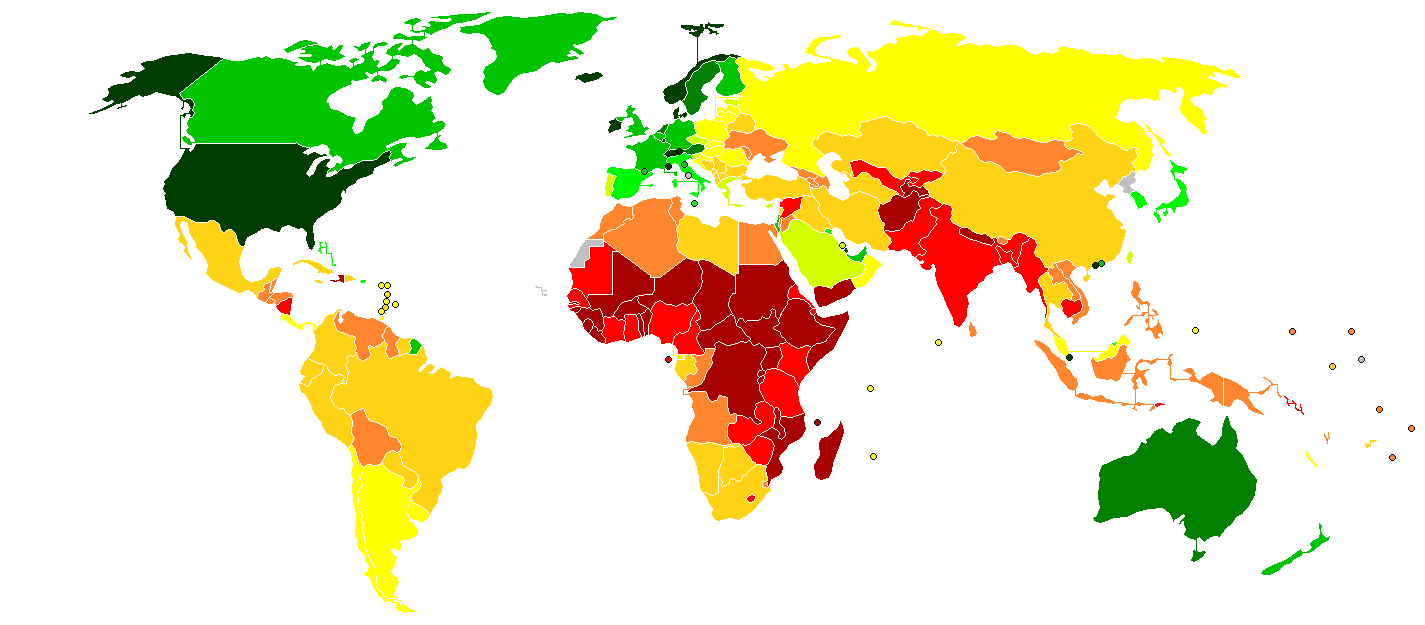
2018

Il reddito pro capite (anche detto PIL pro capite) può essere definito come la quantità di prodotto interno lordo che produce in media un cittadino. Di solito è riportato in unità di moneta per un anno relativamente a interi stati.

## Reddito pro capite come misura di benessere
Il reddito pro capite è spesso usato per misurare il grado di benessere della popolazione di un Paese, comparato agli altri Paesi. Perché i diversi dati siano comparabili dev'essere espresso in termini di una moneta usata internazionalmente come l'euro o il dollaro; ma tale cifra non indica l'effettiva somma di denaro guadagnata da ogni cittadino, ma solo il livello di sviluppo economico del Paese.
Da sottolineare comunque che questo indice non sempre rappresenta in maniera corretta il benessere di un Paese, soprattutto quando si confrontano Paesi economicamente e culturalmente molto diversi.
Inoltre diversi studiosi sono convinti che il PIL non sia effettivamente in grado di calcolare il grado di benessere di un Paese. Nuove teorie stanno lentamente progredendo, a partire dal concetto di economia relazionale.
Ad esempio: l'attività economica che non crea redditi monetari, come servizi creati all'interno delle famiglie o il baratto non sono tenuti in considerazione. L'importanza di questi servizi varia notevolmente da Paese a Paese.
Il reddito pro capite indica la distribuzione del reddito all'interno di un Paese, cosicché un piccolo gruppo di persone molto ricche può far aumentare notevolmente il reddito medio dell'intera popolazione di cui la maggioranza può essere poverissima.
Le differenti valute dei vari paesi convertite ad una valuta internazionalmente riconosciuta non sempre rispettano correttamente il potere di acquisto reale delle monete (vedasi teoria della parità dei poteri di acquisto).

## Alcuni livelli di reddito pro capite
I dati sul reddito totale prodotto all'interno di un certo paese sono raramente disponibili. Al suo posto viene spesso utilizzato il totale della produzione di un certo Paese ovvero il prodotto interno lordo. Da notare che il reddito totale è di solito inferiore alla produzione totale di un Paese.
Ecco una lista dei primi dieci Paesi per PIL pro capite in dollari americani espressi in valore nominale e con valori corretti per tenere conto della parità dei poteri di acquisto per l'anno 2009:
| PIL (nominale) pro capite | PIL (nominale) pro capite | PIL (nominale) pro capite |  | PIL (PPA) pro capite |        |
| 1.                        | Lussemburgo               | 105.918                   |  | Lussemburgo          | 78.409 |
| 2.                        | Norvegia                  | 78.178                    |  | Qatar                | 78.260 |
| 3.                        | Svizzera                  | 63.536                    |  | Norvegia             | 51.985 |
| 4.                        | Qatar                     | 59.990                    |  | Singapore            | 50.180 |
| 5.                        | Danimarca                 | 56.263                    |  | Brunei               | 47.930 |
| 6.                        | Irlanda                   | 49.863                    |  | Stati Uniti          | 45.934 |
| 7.                        | Paesi Bassi               | 48.209                    |  | Hong Kong            | 42.653 |
| 8.                        | Stati Uniti               | 45.934                    |  | Svizzera             | 40.484 |
| 9.                        | Austria                   | 45.686                    |  | Paesi Bassi          | 39.877 |
| 10.                       | Emirati Arabi Uniti       | 45.615                    |  | Irlanda              | 38.685 |

Fonte:
- Fondo Monetario Internazionale, World Economic Outlook Database, Ottobre 2010